# جون بريسكوت
جون بريسكوت (بالإنجليزية: Jon Prescott)‏ هو عارض وممثل أمريكي، ولد في 10 أغسطس 1981 في الولايات المتحدة.

## أعمال

### أفلام
- (2006) الإجازة[4]

### مسلسلات
- ذا غود وايف

## وصلات خارجية
- جون بريسكوت على موقع IMDb (الإنجليزية)
- جون بريسكوت على موقع ألو سيني (الفرنسية)
- جون بريسكوت على موقع أول موفي (الإنجليزية)
- جون بريسكوت على موقع قاعدة بيانات الفيلم (الإنجليزية)
- جون بريسكوت على موقع كينوبويسك (الروسية)